# 扬·卡尔松 (摔跤运动员)
扬·卡尔松（瑞典語：Jan Karlsson，1945年11月15日—），瑞典男子摔跤运动员。他曾代表瑞典参加1968年、1972年和1976年夏季奥林匹克运动会摔跤比赛，共获得一枚银牌和一枚铜牌。